# Сеп Висер
Сеп Висер (енгл. Sep Visser; 14. децембар 1990) професионални је холандски рагбиста и репрезентативац. Његов млађи брат Тим Висер наступа за Шкотску. Заједно су били на академији Њукасла. Играо је за Тинедејл и Борофмир, пре доласка у Единбург. За Единбург је дао 23 есеја у 29 мечева. Одиграо је и 15 тест мечева у дресу репрезентације Холандије.